# طائر الرسول
الطائر الرسولي أو الطائر الرمادي (الاسم العلمي: Struthidea cinerea) نوع من الطيور يتبع جنس (Struthidea)، المتوطنة في أستراليا. غالبًا ما تسافر الطيور الرسولية في مجموعات من حوالي 12، لهذا السبب سُمُّوا على اسم الرسل الإثني عشر في الكتاب المقدس.